# Binodoxys shillongensis
Binodoxys shillongensis är en stekelart som först beskrevs av Jaroslav Stary 1978.  Binodoxys shillongensis ingår i släktet Binodoxys och familjen bracksteklar. Inga underarter finns listade.